# Violeta Jessop

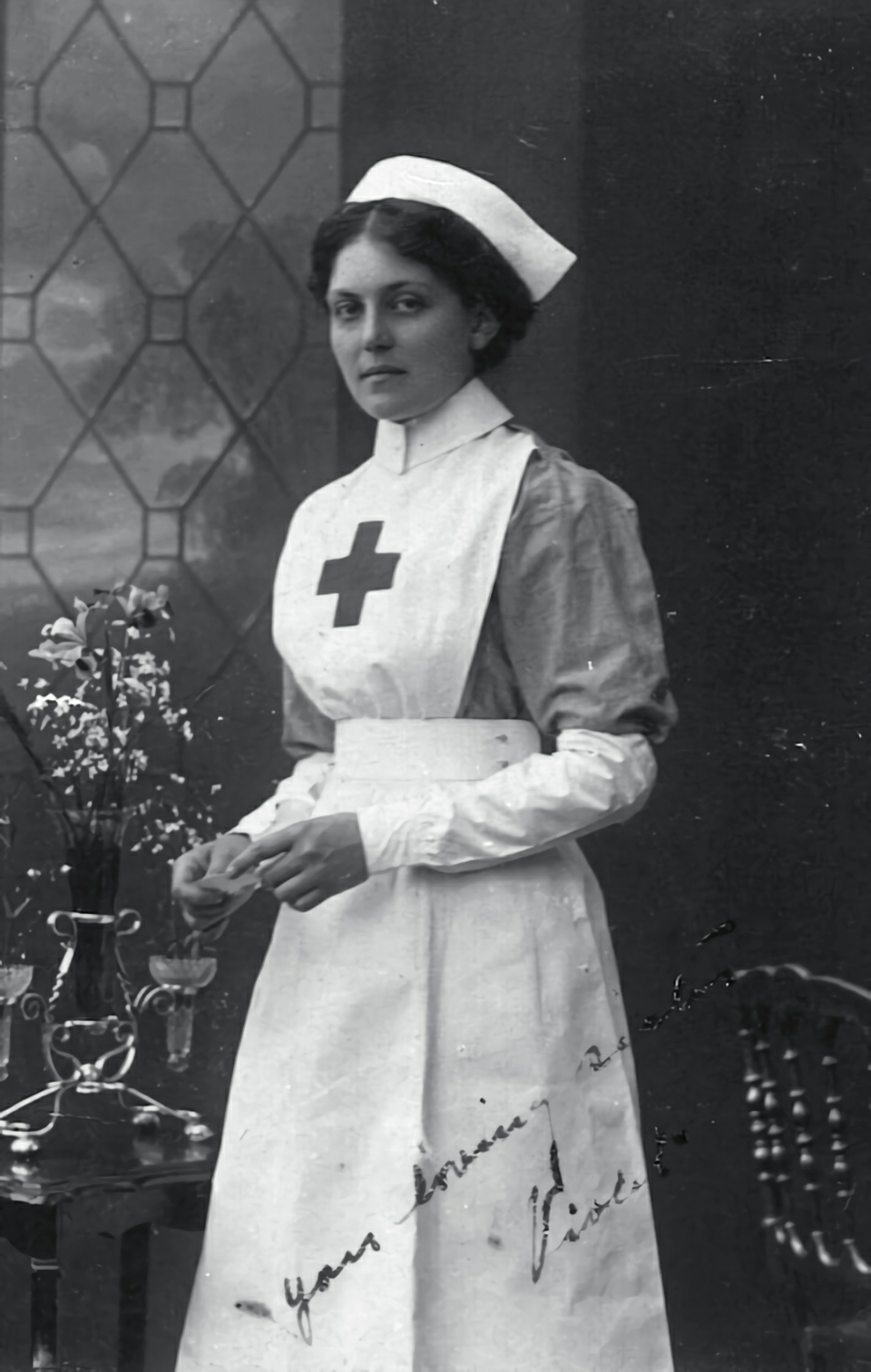
Violeta Jessop în uniforma de infirmieră

Violeta Constanza Jessop (în engleză: Violet Constance Jessop, n. 2 octombrie 1887 la Bahía Blanca - d. 5 mai 1971 la Suffolk) a fost o stewardeză și infirmieră din Argentina, cunoscută pentru faptul că a fost singura persoană care a supraviețuit atât scufundării Titanicului (1912), cât și navei HMHS Britannic (1916).
De asemenea, se afla la bordul lui RMS Olympic când aceasta a intrat în coliziune cu HMS Hawke (1911).